# Hyundai Ioniq
Hyundai Ioniq – первый гибридный автомобиль Hyundai Motor Company, сочетающий элементы как гибридного (Plug-in), так и электромобиля. Название 'Ioniq' - составное слово из элементов, которые отражают его концепцию. ION — это «ион», электрически заряженная неэлементарная частица, которая получает энергию соединением и отделением электрической силы. Вторая часть названия из 'Unique' связана с «уникальностью». Эта новинка официально представила себя в начале марта 2016 года на Женевском автосалоне.

## Описание
Впервые презентация гибридного автомобиля на внутреннем рынке прошла в начале 2016 г. Применение высокопрочной стали в структуре платформы (более 53%) прибавляет жесткости кузову автомобиля. Детали, изготовленные из алюминия, (капот, двери и крышка багажника) помогали инженерам решить самую важную задачу гибридного автомобиля - снизить массу кузова. Коэффициент аэродинамического сопротивления автомобиля — 0,24. Использование новых технологий способствуют оптимальному распределению воздушных потоков для улучшения расхода топлива. Литий-полимерный аккумулятор расположен под задними сиденьями. Автомобиль также оснащается семью подушками безопасности, включая коленную для водителя, Autonomous Emergency Brake (Автоматическая система экстренного торможения), Lane Keeping Assist System (ассистент удержания автомобиля на полосе движения), Lane Departure Warning System (система предупреждения о сходе с полосы), Blind Spot Detection с Rear Cross Traffic Alert (система контроля слепых зон с предупреждением о боковом трафике сзади). В автомобиле применены внутренние панели из переработанного пластика в сочетании с лесоматериалами, породой и также сырьём из сахарного тростника.

## Безопасность
Автомобиль прошёл тест Euro NCAP в 2016 году. Автомобиль был признан самым безопасным малым семейным автомобилем 2016 года:
| Euro NCAP                                            | Euro NCAP | Euro NCAP | Euro NCAP             |
| ---------------------------------------------------- | --------- | --------- | --------------------- |
| · общий рейтинг                                      |           |           |                       |
| 91%                                                  | 80%       | 70%       | 82%                   |
| взрослый пассажир                                    | ребёнок   | пешеход   | активная безопасность |
| Протестированная модель: Hyundai Ioniq Hybrid (2016) |           |           |                       |

## Галерея
| - Hyundai Ioniq Electric на зарядке - Электродвигатель Hyundai Ioniq Electric |